# Christian Jaschinski (Landrat)

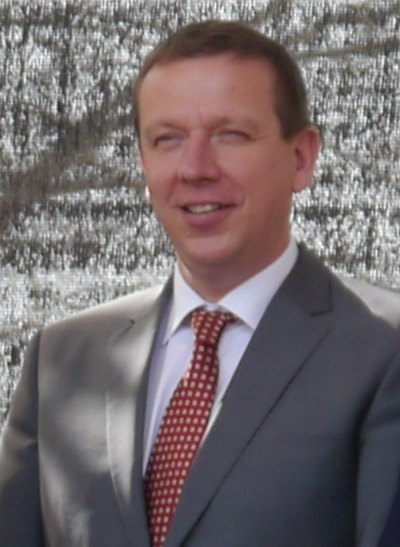
Christian Jaschinski 2014

Christian Jaschinski (* 24. Dezember 1967), zwischenzeitlich Christian Heinrich-Jaschinski, ist seit dem 15. April 2010 Landrat des  südbrandenburgischen Landkreises Elbe-Elster.

## Leben und Wirken
Jaschinski war vor seiner Wahl zum Landrat ehrenamtlicher Bürgermeister der Gemeinde Rückersdorf. Bereits seit dem 26. Oktober 2003 war Christian Jaschinski Kreistagsabgeordneter im Landkreis Elbe-Elster. Hier war er vom 27. Oktober 2008 bis zum 14. April 2010 Fraktionsvorsitzender der CDU. Außerdem war er vom 3. November 2008 bis zum 14. April 2010 Mitglied des Kreisausschusses. Seit seiner Wahl zum Landrat ist er dessen Vorsitzender.
Jaschinski ist katholisch. Von 2013 bis 2022 war er mit der christdemokratischen Politikerin Anja Heinrich verheiratet und trug während dieser Zeit den Doppelnamen Heinrich-Jaschinski. Beide brachten aus früheren Beziehungen je zwei Kinder in die Ehe. Nach der Scheidung von Anja Heinrich legte er seinen Doppelnamen im Dezember 2022 wieder ab.